# RMS Queen Mary 2
Az RMS Queen Mary 2 a Cunard Line hajózási vállalat óceánjárója, amely építésekor, 2003-ban minden tekintetben a világ legnagyobb utasszállító hajója volt. Nevét a Queen Mary-ről kapta, amit pedig Mária királynéről, V. György brit király hitveséről, II. Erzsébet brit királynő nagyanyjáról neveztek el.
Amikor építették, a világ leghosszabb (345 m), legszélesebb (maximum 45 m., a vízvonalnál 41 m), legmagasabb (72 m, 17 utasfedélzet) és legnagyobb hasznos térfogatú (151 400 grossztonna) utasszállítója volt. Ez utóbbi tekintetben 2006 áprilisában elveszítette első helyét, amikor a Royal Caribbean International vízre bocsátotta a 158 000 tonnás Freedom of the Seas nevű üdülőhajót (cruise ship kategória). Az óceánjáró kategóriában (ocean liner) azonban ezután is a QM2 a rekordtartó, s a többi tekintetben továbbra is egyeduralkodó az utasszállító hajók között.
A QM2-n 15 étterem, öt úszómedence, kaszinó, bálterem és planetárium áll az utasok rendelkezésére. Jelenleg a világ egyetlen működő óceánjárója.

## Lásd még
- RMS Queen Elizabeth 2
- RMS Queen Mary
- RMS Queen Elizabeth